# Potamon fluviatile
El cangrejo de agua dulce europeo (Potamon fluviatile) es una especie de crustáceo decápodo de la familia Potamidae. Es un cangrejo de agua dulce, endémico de las costas del Mar Mediterráneo.

## Descripción

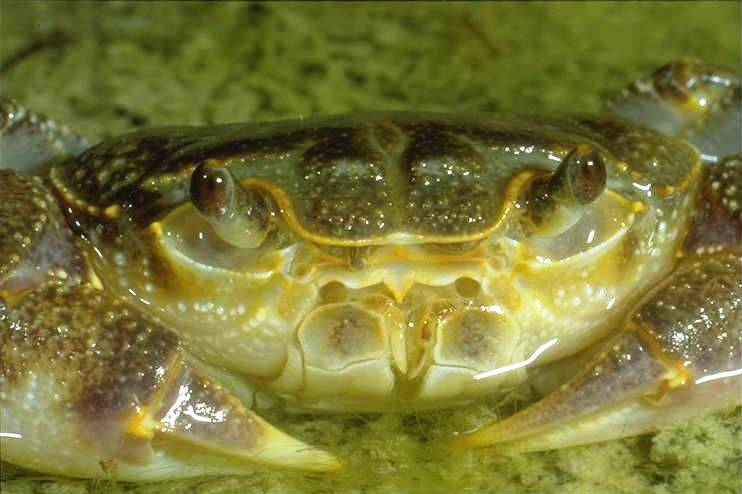
Detalle del rostro.

El cuerpo, de color marrón grisáceo con vetas amarillentas, está dividido en tres segmentos: cabeza, tórax y abdomen. Los dos primeros, que forman el cefalotórax, están cubiertos por un caparazón quitinoso de 35 a 45 mm de largo. La cabeza está equipada con piezas bucales para masticar que consisten en dos mandíbulas y dos pares de mandíbulas. Los ojos, sostenidos por un tallo, se pueden retraer en las cavidades orbitales. El abdomen está curvado ventralmente; en las hembras tiene un bolsillo abdominal para incubar los huevos y transportar a las crías. El primer par de extremidades tiene fuertes quelas de tonos magenta-púrpura, utilizado para la defensa y la depredación, mientras que los otros cuatro pares tienen una función locomotora. En los machos adultos existe una marcada heteroquelia, con una quela, normalmente la derecha, claramente de mayor tamaño.

## Biología

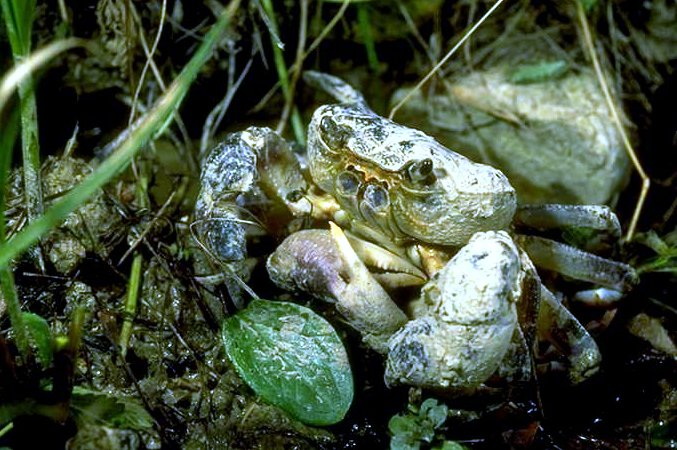
Apareamiento.

Vive en madrigueras excavadas a lo largo de las orillas de los arroyos y charcos de agua dulce. A veces, incluso una docena de ejemplares conviven en áreas restringidas. Es capaz de tolerar bajos niveles de humedad: esto le permite salir del curso de agua y penetrar decenas de metros en el medio terrestre. Durante la estación fría es raro encontrar ejemplares fuera de sus madrigueras. La especie está activa desde la primavera hasta el otoño; en los meses de verano las fases de actividad se concentran en las horas posteriores a la puesta del sol. Es depredado principalmente por gatos, ratas, zorros, comadrejas, aves y, en el pasado, también el hombre, que se alimentaba de su carne apreciada.

### Reproducción

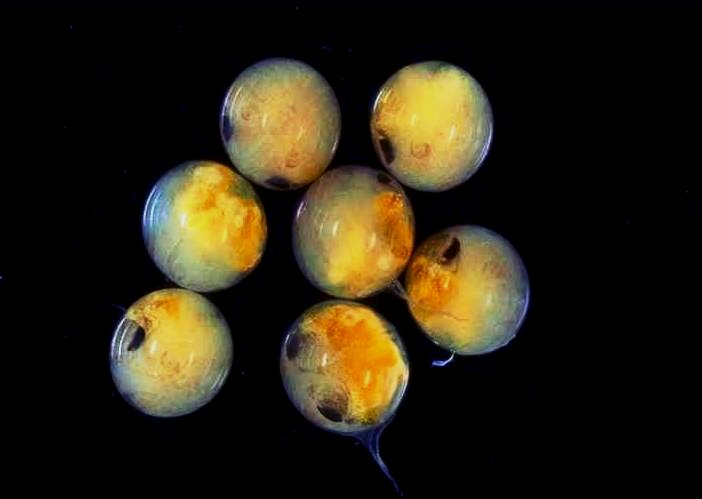
Huevos de Potamon fluviatile.

En el período reproductivo los machos se involucran en peleas rituales para sancionar el derecho a aparearse; sin embargo, cada hembra también puede aparearse con múltiples parejas. El apareamiento y la posterior puesta de huevos tienen lugar entre junio y septiembre. El macho libera una bolsa de esperma a la hembra, que se mantiene dentro de un receptáculo seminal especial por un período que va desde unas pocas semanas hasta un año. La fertilización de huevos, producido por la hembra dentro de una bolsa abdominal, ocurre más tarde. El desarrollo de los huevos, unos 200 por cada puesta, es directo; la eclosión tiene lugar después de unos cuarenta días. Las crías son transportadas y cuidadas por su madre durante las dos primeras semanas, durante las cuales pasan por dos mudas sucesivas; una vez liberadas, se refugian bajo piedras o entre la vegetación.

## Alimentación

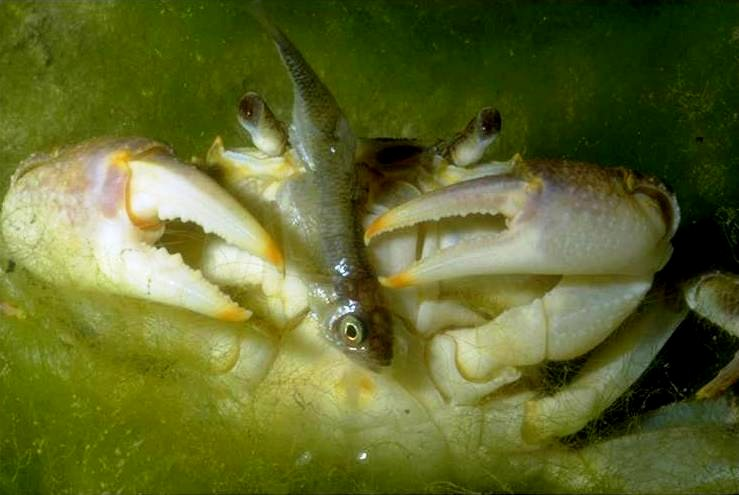
Cangrejo atrapando un alevín.

Es un cangrejo omnívoro, se alimenta de insectos y sus larvas, lombrices de tierra, pequeños peces y alevines, así como de material vegetal como algas y musgos.

## Distribución y hábitat
Estuvo presente en la mayoría de los países de la cuenca mediterránea, desde el norte de África hasta la península de los Balcanes. Actualmente está confirmada su presencia en Grecia, Albania, Croacia y Malta. En Italia está presente desde Sicilia hasta los Alpes septentrionales, así como en Cerdeña, en el este de Liguria, en los Abruzos y en las Marcas. Una población de Potamon fluviatile está presente en el centro histórico de Roma, dentro del área del Foro de Trajano. Esta especie es objeto de estudios de mapeo genético por parte de la comunidad científica. Se trata de una comunidad aislada, que manifiesta características de gigantismo y parece haberse asentado durante mucho tiempo en el sistema de alcantarillado del conjunto monumental.
Vive en ambientes de agua dulce: arroyos, zanjas, canales de movimiento lento, ambientes lacustres y campos de arroz.

## Estado de conservación

### Amenazas
En los últimos años, las poblaciones de este cangrejo de agua dulce han sufrido una importante reducción en toda su área de distribución y la especie ha desaparecido por completo de algunos cursos de agua en los que históricamente estaba presente. Esto se debe en gran parte a la contaminación marina donde se encuentran sus hogares y la sobrepesca excesiva e indiscriminada para el consumo humano. El cambio climático también está contribuyendo a la reducción de los hábitats de la especie. Desde 2020 parece que estos cangrejos han vuelto a repoblar algunos cursos de agua en el norte de la Toscana. Todo esto ha contribuido que la Unión Internacional para la Conservación de la Naturaleza catalogue a este crustáceo como especie casi amenazada.